# 능서레포츠공원
능서레포츠공원(陵西레포츠公園, Neungseo Leports Park)은 대한민국 경기도 여주시에 있는 스포츠 시설이다. 인조잔디 필드가 갖춰진 축구 경기장이 설치되어 있으며, 2005년 1월에 준공되었다.

## 참고 문헌
- 《전국 공공체육 시설 현황 (2017년말 기준)》. 대한민국 문화체육관광부. 2019.